# Punk Rock Songs
Punk Rock Songs is een compilatiealbum van de Amerikaanse punkband Bad Religion. Het is een verzameling van hun grootste hits en een paar liveopnamen.
Het album werd in 2002 door Sputnikmusic uitgeroepen tot het op zevenendertig na beste punkalbum van het jaar.

## Tracklist
1. "Punk Rock Song" (van het album The Gray Race)
2. "The Gray Race" (van het album The Gray Race)
3. "The Streets of America" (van het album The Gray Race)
4. "A Walk" (van het album The Gray Race)
5. "Ten in 2010" (van het album The Gray Race)
6. "The New America" (van het album The New America)
7. "I Love My Computer" (van het album The New America)
8. "It's a Long Way to the Promised Land" (van het album The New America)
9. "Hear It" (van het album No Substance)
10. "Raise Your Voice!" (samen met Campino van Die Toten Hosen; van het album No Substance)
11. "No Substance" (van het album No Substance)
12. "Infected" (van het album Stranger than Fiction)
13. "21st Century (Digital Boy)" (van het album Against the Grain/Stranger than Fiction)
14. "Stranger than Fiction" (van het album Stranger than Fiction)
15. "Dream of Unity" (van het album Tested)
16. "Punk Rock Song (Duitstalige versie)" (nooit eerder op album verschenen)
17. "Leave Mine to Me" (live) (van het album Stranger than Fiction)
18. "Change of Ideas" (live) (van het album No Control)
19. "Slumber" (live) (van het album Stranger than Fiction)
20. "Cease" (live) (van het album The Gray Race)

Op de Japanse en Duitse uitgaven zijn een paar extra bonustracks bijgevoegd:
1. "We're Only Gonna Die" (met Biohazard; live; van het album How Could Hell Be Any Worse?)
2. "The Henchman '98" (live) (liveversie afkomstig uit 1998)
3. "The Answer" (live) (van het album Generator)
4. "The Universal Cynic" (niet eerder op album verschenen)
5. "The Dodo" (niet eerder op album verschenen)